# Tapgolpark
Tapgolpark, voorheen Pagodapark, is een klein openbaar park in het centrum van Seoel. Het ligt 99 Jong-ro (straat) in de hoofdstad van Zuid-Korea.
Het was de locatie van een boeddhistische tempel. De tempel werd diverse malen aangepast, maar het werd afgebroken tijdens de Joseondynastie toen het boeddhisme werd onderdrukt. In het park is wel de Wongaksa pagode behouden, het werd in 1467 gebouwd en  staat in een glazen behuizing. De pagode kreeg in 1962 bescherming als tweede nationale schat van Zuid-Korea.
In 1897 kwam hier een park, dit gebeurde onder leiding van John McLeavy Brown, een Ierse adviseur in dienst van koning Gojong.
Tapgolpark heeft een speciale plaats in de moderne geschiedenis van Korea. Hier wilde de 1 maart-beweging, een belangrijk onderdeel van de Koreaanse onafhankelijkheidsbeweging, in 1919 de proclamatie van onafhankelijkheid voorlezen. Uiteindelijk werd uitgeweken naar een restaurant in de buurt, maar in het park waren veel mensen bijeengekomen voor dit belangrijke evenement. Ter nagedachtenis zijn in het park een aantal bas-reliëfbeelden die Koreaanse patriotten voorstellen en een monument voor de Proclamatie van Onafhankelijkheid. De 1 maart-beweging werd later door de Japanse kolonisator met grof geweld onderdrukt.
Het park is nog altijd een populaire plek voor het houden van demonstraties. Het was de geplande beëindiging van de Grand Peace March for Democracy op 24 juni 1986 die uiteindelijk leidde tot de aanvaarding van vrije verkiezingen door president Chun Doo-hwan.

## Foto’s

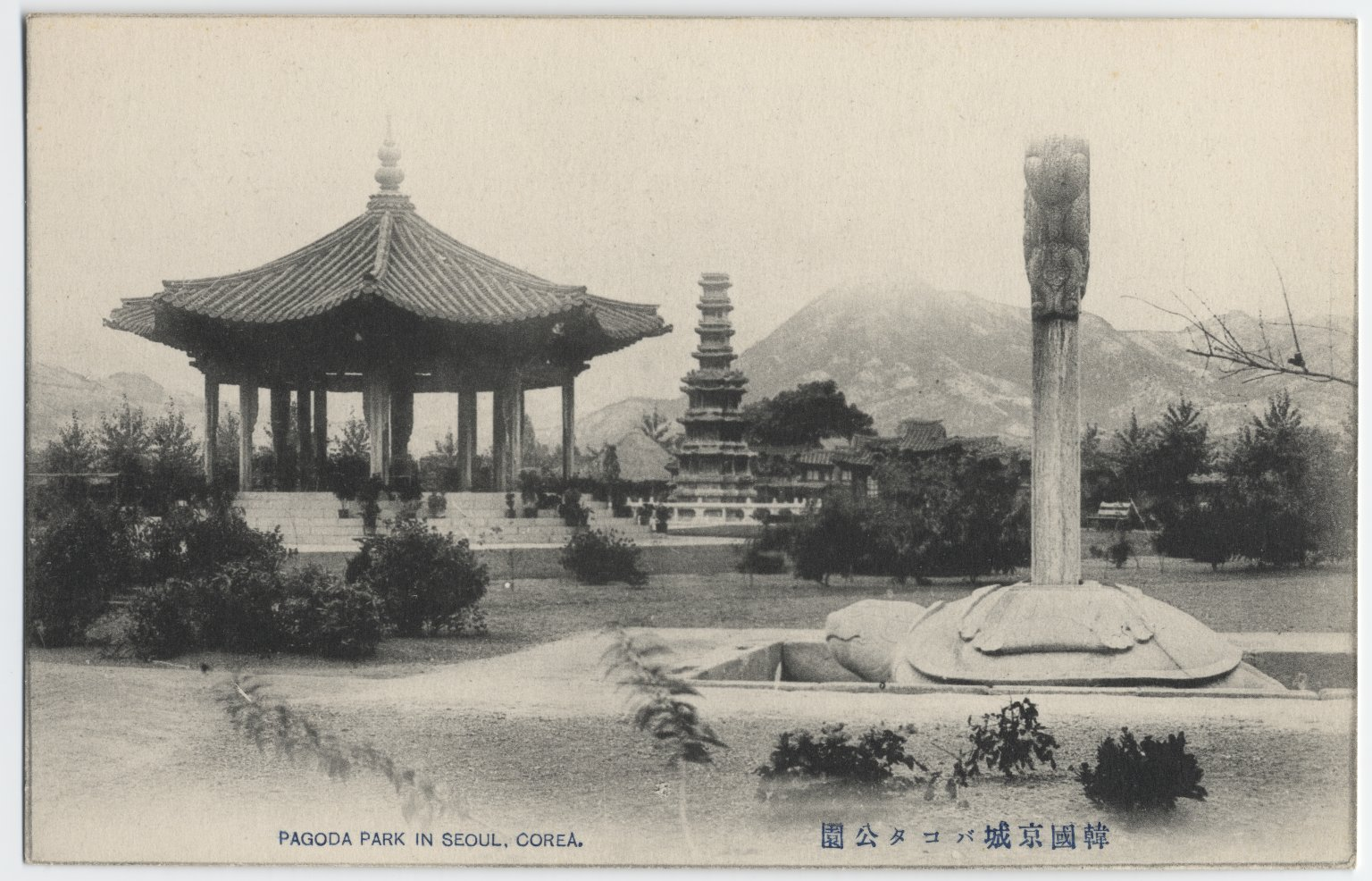
Het park omstreeks 1904
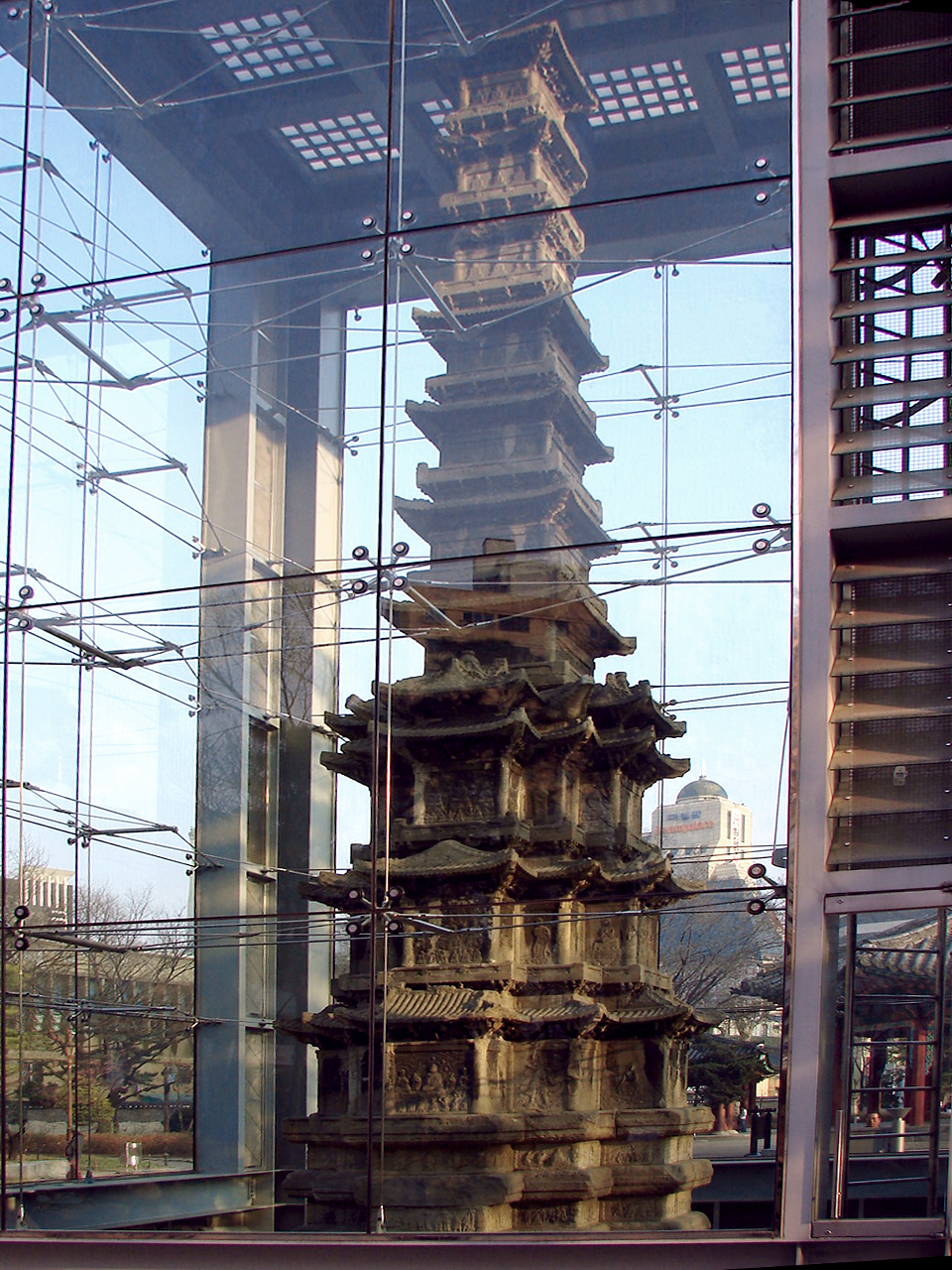
Wongaksa pagode
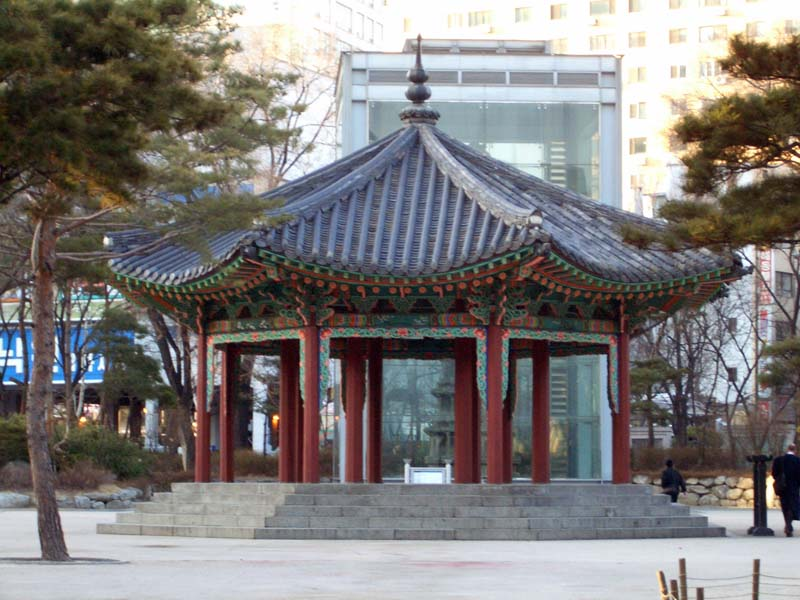
Achthoekig paviljoen
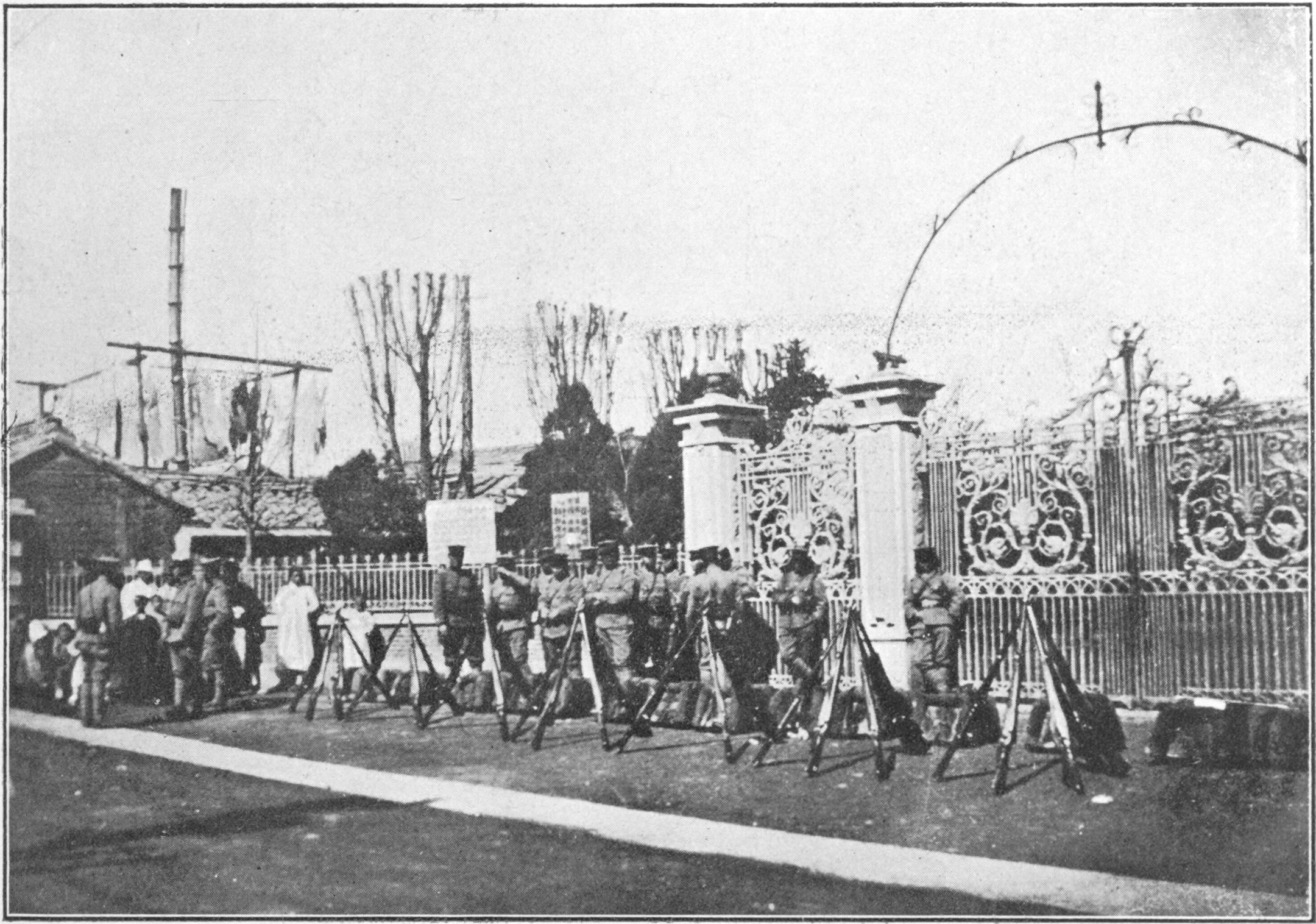
Japanse soldaten bewaken toegang park in maart 1919
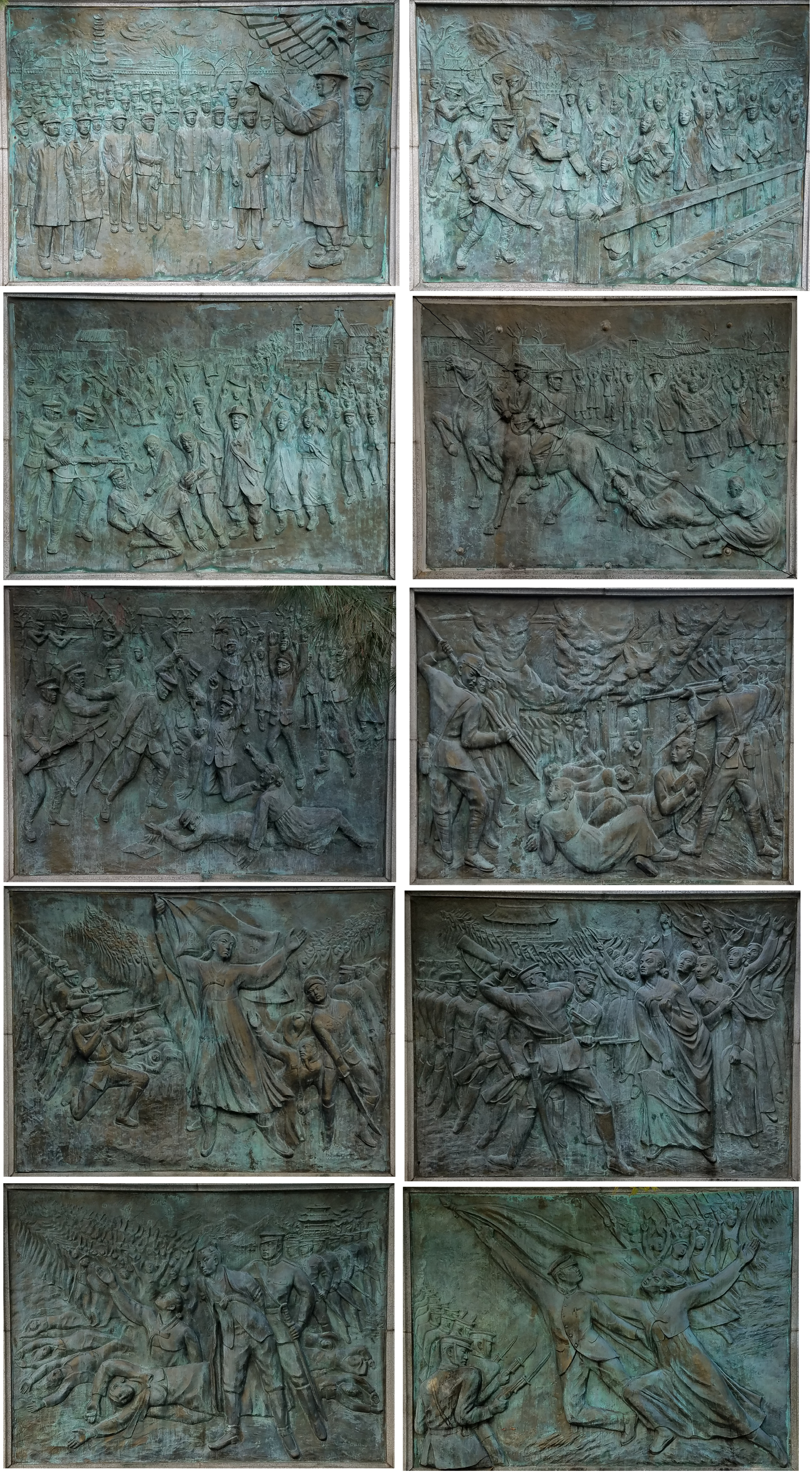
Bas-reliëfbeelden
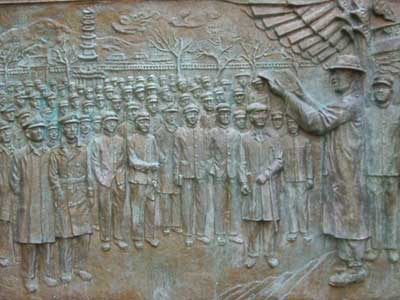
detail